# Kraftsdorf
Kraftsdorf é um município da Alemanha localizado no distrito de Greiz, estado da Turíngia.